# Petra Nardelli
Petra Nardelli (10 de abril de 1996) es una deportista de Italia que compite en atletismo. Ganó una medalla de bronce en el Campeonato Europeo de Atletismo por Equipos de 2021, en la prueba de 4 × 400 m.